# Day after tomorrow
day after tomorrow (també conegut com dat) és una banda composta de tres membres que van pertànyer al segell avex trax.
La banda va ser apadrinada per l'exmembre de la banda Every Little Thing dit Mitsuru Igarashi, pel que la banda va ser molt criticada pel seu so molt similar a aquesta banda en els seus principis. La banda se separà en agost de l'any 2005, i la vocalista Misono va començar la seua carrera en solitari.

## Integrants
- Misono (みその) – 13 d'octubre de 1984; vocalista i escriptora cançons.
- Masato Kitano (北野 正人, Kitano Masato) - 25 d'octubre de 1974; guitarrista i compositor.
- Daisuke Suzuki (鈴木 大輔, Suzuki Daisuke) - 27 d'octubre de 1978; teclista i compositor.

## Història
Misono començà a cantar des de la secundària, i també va rebre classes de dansa. En l'any 2000 va assistir a l'audició de Avex dita "avex Natsu Yasumi Audition" (夏休みオーディション), on el seu talent va ser apreciat i fou l'escollida de diverses aspirants a cantants que també esperaven una oportunitat. Masato també va començar les seues experiències musicals de forma més seriosa en la secundària, endinsant-se en l'estil del rock pesat. Fins i tot arribar a formar la seua primera banda indie, on realitzà diverses presentacions en viu i fins i tot va llançar un disc amb una companyia independent. Daisuke començà a experimentar amb el sintetitzador a l'edat de setze anys, i influenciat principalment per la música europea comença a compondre. En 1998 s'uní a la banda Rubii, on va debutar com músic professional, però un any la va abandonar.
En abril del 2001 aquests tres personatges es coneixen en la ciutat de Tòquio, i es decideix que formen una nova banda de J-Pop. Reberen un suport ampli del productor executiu Max Matsuura, i sota la producció de Mitsuru Igarashi, l'ex-integrant de la banda Every Little Thing, van començar a gravar les seues primeres cançons com banda. Masato agafà el rol de guitarra, i el fet que només comptaren amb un teclat que fera el rol de baix i bateria va donar un so únic al grup. Misono també prenc el rol d'escriptora de tots els temes de la banda. El 7 d'agost de l'any 2002 day after tomorrow va debutar oficialment amb el llançament del seu primer mini àlbum "day after tomorrow", que es va llançar de forma simultània amb el DVD single del tema "faraway", que posteriorment també va ser llançat en format maxi single.
Començaren a realitzar diverses presentacions en viu, incloent-hi un concert secret en Harajuku, viatges a Osaka, i fins i tot Corea del Sud, entre d'altres, poden esmentar-se. Només tres mesos després ja llançaven el seu segon mini àlbum, "day after tomorrow II", i també el seu segon senzill DVD de "My faith". L'àlbum va debutar en el tercer lloc de les llistes d'àlbums d'Oricon, sent un gran èxit. En esperes de finals del primer any de la banda activa, quan ni tan sols complien mig any junts, guanyaven el seu primer Japan Record Award per millor artista nou pel seu primer senzill "faraway", considerat un dels millors temes d'aqueix any.
Després del llançament del seu tercer senzill "futurity" al començament del 2003, finalment va ser llançat el primer àlbum d'estudi de la banda el 2003, finalment fou llançat el primer àlbum d'estudi de la banda el 26 de març, titulat "elements", i que fou un èxit immediat, debutant en el tercer lloc dels àlbums més venuts d'Oricon. Creant nova música i també realitzant nombroses presentacions en viu, al maig d'eixe any la banda comença la seua primera gira dita "1st Live Tour elements", que donà començament en la ciutat d'Osaka, posteriorment Tòquio i finalment Nagoya. Al juliol llancen el seu primer senzill de doble triple A (és a dir que contenia tres temes distints en el seu interior), titulat "DAY STAR", i al setembre llancen el seu sisè maxi senzill "moon gate" en el mateix format, i del qual destaca el tema "Starry Heavens", que es convertí en un dels grans èxits de la banda. A la tardor començaren a assistir a diversos festivals a l'interior d'universitats, i a la fi d'any van ser premiats amb un All-Japan Request Award, i també un Japan Gold Disc Award pel seu treball. Al desembre també llançaren el seu primer senzill de doble cara A titulat "Dear Friends/It's My Way", el qual debutà en el lloc nº 2 d'Oricon (el seu lloc més alt arribat).
El seu segon àlbum original d'estudi, titulat "primary colors", va ser llançat al febrer del 2004.
El terme de la seua activitat com a banda, o com es va informar "un recés" va ocórrer després del llançament de l'àlbum compilació de senzills llançat el 17 d'agost del 2005. Tant Misono, Masato Kitano com Daisuke Suzuki han començat projectes en solitari. El 29 de març del 2006 Misono va debutar com solista, i Masato en conjunt amb l'ex-membre de la banda Waive, Takayuki Tadawa, va formar una nova banda dita Strobo, amb la qual va debutar el 24 de maig d'eixe mateix any. Daisuke s'ha dedicat més que gens a la composició de nova música per a altres artistes.

## Discografia

### Senzill
1. faraway (28 d'agost del 2002)
2. My faith (4 de desembre del 2002)
3. futurity (22 de gener del 2003)
4. Stay in my heart (16 d'abril del 2003)
5. DAY STAR (24 de juliol del 2003)
6. moon gate (3 de setembre del 2003)
7. Dear Friends / It's My Way (17 de desembre del 2003)
8. Hotarubi / Show Time (螢火 / Show Time) (4 de febrer del 2004)
9. lost angel (25 d'agost del 2004)
10. Kimi to Aeta Kiseki (君と逢えた奇蹟) (13 de gener del 2005)
11. Yuri no Hana (ユリノハナ) (23 de febrer del 2005)

### Mini Àlbums
- day after tomorrow (7 d'agost del 2002)
- day after tomorrow II (20 de novembre del 2002)

### Àlbums
1. elements (26 de març del 2003)
2. primary colors (18 de febrer del 2004)
3. day alone (9 de març del 2005)

### Compilacions
- single Best (17 d'agost del 2005)
- complete Best (17 d'agost del 2005)

## DVD

### DVD-Vídeo
- faraway (7 d'agost del 2002)
- My faith (20 de novembre del 2002)
- DAY ALIVE～1st Live Tour 2003 elements～ (17 de desembre del 2003)
- DAY CLIPS (10 de març, 2004)
- more than a million miles (9 de juny del 2004)
- lost angel ～Ano Hi, Midori ni Kimi ga Ite～ (～あの日、碧にキミがいて～) (29 de setembre del 2004)
- day alone ～Manohra to Hime-chan～ (～マノーラと姫ちゃん～) (24 de març del 2005)

### DVD-Àudio
1. Kimi to Aeta Kiseki (君と逢えた奇蹟) (13 de gener del 2005)
2. Yuri no Hana (ユリノハナ) (23 de febrer del 2005)

### Super Àudio CD
1. Kimi to Aeta Kiseki (君と逢えた奇蹟) (13 de gener del 2005)
2. Yuri no Hana (ユリノハナ) (23 de febrer del 2005)